# Доњецка република (политичка странка)
Доњецка република (рус. Донецкая республика) је проруска сепаратистичка политичка странка која делује у Доњецкој области у Украјини. Циљ странке је стварање „федерације сувереног Доњецка“, која би обухватала седам региона источне и јужне Украјине.
Странка је забрањена 2007. године, али је ова забрана била маргинална све до рата у Донбасу 2014. године. Године 2014. странка је основала Доњецку Народну Републику (ДНР), коју украјинска влада сматра терористичком организацијом. Странка је победила на општим изборима у Донбасу 2014. године са 68,53% гласова и 68 посланичких места у Народном савету и од тада је владајућа странка у ДНР.